# ケーアルタハク

スコットランドにおけるゲール語話者の地理的分布（2011年）

ケーアルタハク（スコットランド・ゲール語: Gàidhealtachd、[ˈkɛːəl̪ˠt̪əxk]、英: Gaeldom）は、スコットランドのハイランド地方および島嶼部、そして特にこの地域のスコットランド・ゲール語を話す文化を大抵指す。類似するアイルランド語の単語ゲールタハト（Gaeltacht）はアイルランド語が話される地域を厳密に指す。
この用語は、スコットランド・ゲール語が話されるカナダのノバスコシア州とオンタリオ州グレンギャリーの地域にも適用される。
「ケーアルタハク」（Gàidhealtachd）は「スコットランド高地地方」（ハイランド地方、Scottish Highlands）と互いに置き替え可能ではない。前者は地形ではなく言語を指している。また、ハイランド地方の多くの部分はもはや実質的なゲール語話者人口を有しておらず、ハイランド地方と現在考えられている地方のいくつかの地域（ケイスネス、クロマーティ、グランタウン＝オン＝スペイ、キャンベルタウン等）は長い間スコットランド語または英語が話される地域である。逆に、いくつかのゲール語を話すコミュニティは、カウンシル・エリアのハイランド、アーガイル・アンド・ビュート、アウター・ヘブリディーズの外にあり、例えば、アラン島やパース・アンド・キンロスの一部、そして重要な移住先であったノバスコシア州、ノースカロライナ州、その他の移民先の地域は言うまでもない。ケーアルタハクは人口の大半がスコットランド・ゲール語を第一言語として話している地域を指すことも次第に多くなっている。
カウルタハク（Galldachd、Gall-dom。Gall は非ゲール人を指す）はスコットランド低地地方（ローランド地方）に使われることが多いが、ヘブリディーズ諸島は歴史的にノース人が存在していたことからイーシャ・カウル（Innse Gall）と呼ばれていることも注目すべき点である。

## 歴史
スコットランドのほとんどの地域にゲール語由来の地名が存在していることや、同時代の記録からも明らかなように、北部諸島を除く、フォース湾とガロウェイ（18世紀まで、もしかするとそれ以降も）の北側の今日のスコットランドの大部分が数世紀前までケーアルタハクに含まれていたはずである。ゲール語由来の地名にはダンディー（Dundee。Dùn Deaghから）、インヴァネス（Inverness。Inbhir Nis から）、アーガイル（Argyll。Earra-Ghàidhealから）、そしてことによるとスターリング（Stirling。Sruighlea）などがある。伝統的に英語圏・非ゲール語圏と考えられている地域出身のゲール語話者にはジョージ・ブキャナン（スターリングシャー出身）、ロバート1世（ギャロウェイ出身）、マーガレット・マクマリー（エアシャー出身）がいた。
エディンバラの宮廷でスコットランド語が話されていた影響や南部および東部の大半の商人バラのプランテーションなどの歴史的な理由のため、ケーアルタハクはアウター・ヘブリディーズ、北西ハイランド、スカイ島、ロッホ・アルシュ、アーガイル・アンド・ビュートの現在の地域に大幅に減少した。グラスゴーとエディンバラにも小さなゲール語人口が存在している。18世紀と19世紀のハイランド清掃もまた、当時主にゲール語が話されていたハイランド地方の人口を減少させ、言語の衰退の一因となった。

## カナダのケーアルタハク

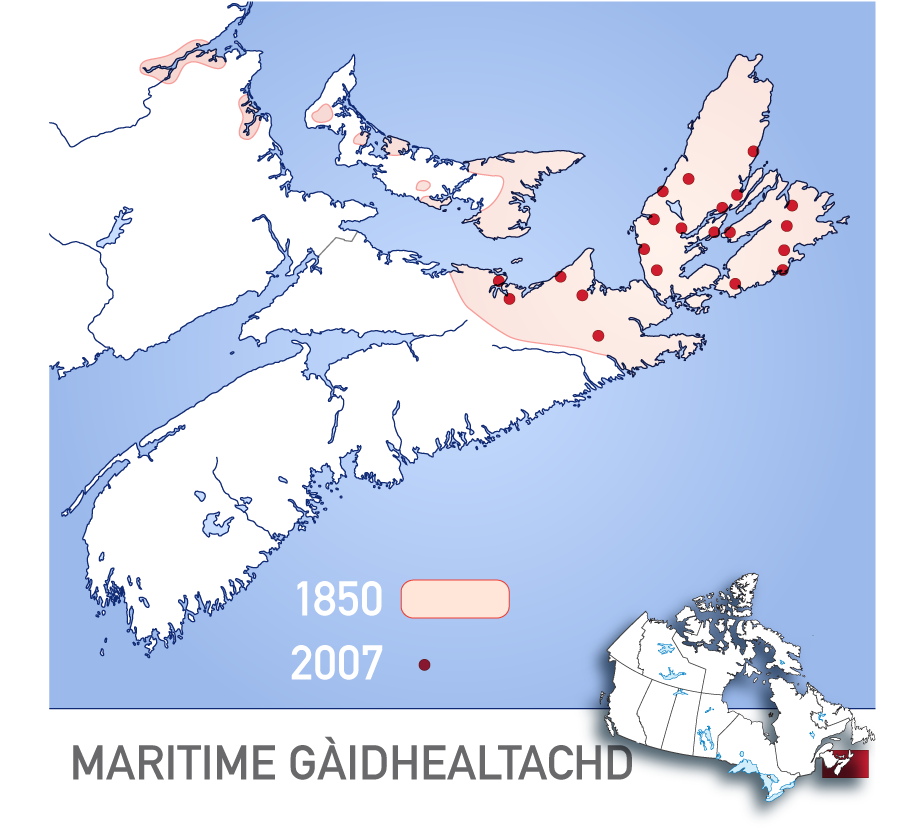
カナダ沿海州のゲール語が話される地域。

スコットランド・ゲール語はノバスコシア州（特にケープ・ブレトン島）、今日のオンタリオ州にあるグレンギャリー、プリンスエドワードアイランド州、ニューファンドランド・ラブラドール州の一部において移民の子孫のコミュニティで生き残っている。ニューファンドランド島にあるコッドロイバレーには1960年代まで少数のゲール語話者がいた。